# レイモン・ドメネク
レイモン・ドメネク（Raymond Domenech、1952年1月24日 - ）は、フランス・リヨン出身のカタルーニャ系フランス人元同国代表サッカー選手。サッカー指導者。
2004年、フランス代表監督に就任し、2006ドイツW杯やEURO2008、2010南アフリカW杯などでフランスの指揮を執った。また、2016年から2019年までブルターニュ代表の監督を務めた。

## 経歴

### フランス代表監督就任前
選手としてリヨンなどでプレー、FCミュルーズで選手兼監督として指導者としての道を歩み始めた。かつてプレーしていたリヨンで監督を務めた後、1993年にフランス代表ユースチームの監督に就任。以降10年以上にわたって同職を務め、多くの選手を育成、指導した。アトランタオリンピックのフランス代表監督も務めた。しかしジダンやピレス、アンリ、トレゼゲなど多くの優秀な選手を抱えながら1つのタイトルも取れずに終わった。

### 2004年 - 2006年（ドイツワールドカップ）
ユース年代での功績が認められる形で、EURO2004後に辞任したジャック・サンティニの後を受け継ぎ、2004年にフランス代表監督に就任。ジネディーヌ・ジダンの代表引退後の新生代表をうまく導いていけるかに注目が集まった。しかしこの試みは難航し、ドイツW杯予選では一時はグループ4位と低迷、予選敗退の危機にあった。そこで、ジダンに代表復帰を要請し、そして同じく代表引退を表明していたリリアン・テュラム、クロード・マケレレの3人を代表に復帰をさせると、チームは勢いを得て本大会出場権を獲得した。一方、選手選考の基準を聞かれて「占星術に従った」と答えたり、ロベール・ピレスやリュドヴィク・ジュリ、ニコラ・アネルカら有力選手との確執も取り沙汰され（「占星術」発言は、プライベートの確執で彼らを代表から外すことを誤魔化すためのものだとも言われる）、世代交代を先延ばしにしたチーム作りには疑問の声も上がった。
本大会では苦戦を強いられたものの、1勝2分けでなんとかグループリーグを突破する。決勝トーナメントでは準々決勝で優勝候補筆頭のブラジルを倒すなど、強固な守備とフランク・リベリーの抜擢が功を奏し、またこの大会限りで現役引退するジダンの花道を飾るためにチームが団結したこともあって、下馬評を覆し準優勝という好成績を残した。とはいえこの準優勝の最大の要因はジダンの求心力であり、ドメネクの采配自体には相変わらず厳しい評論も目立った。大会直後は、決勝戦でジダンを退場に追い込んだ、イタリアのマルコ・マテラッツィに対しカメラを回すアクションで非難した。

### 2006年 - 2008年（EURO2008）
ドイツW杯後には一部のメディアやサポーターからは解任の声も聴かれたが、フランスサッカー協会は契約を更新し、2010年まで引き続き指揮を執ることで合意。EURO2008予選でも、代表引退を表明していたマケレレの招集や、怪我をしている選手を強行で起用するやり方に、チェルシーのジョゼ・モウリーニョ監督（当時）やアーセナルのアーセン・ベンゲル監督、マンチェスターユナイテッドのアレックス・ファーガソン監督の逆鱗に触れるなど、クラブとの関係は悪化した。
苦戦しつつもEURO2008本大会への出場を決めたものの、好調だったダビド・トレゼゲ、フィリップ・メクセスを招集せず確執を起こし、A'代表という代表予備チームを作って大量に選手を招集するなど、選考を巡って多くの話題を振りまいた。そして本大会では、オランダに1-4、イタリアに0-2で大敗し、1分2敗のグループリーグ最下位というジダンが去った後とはいえW杯ファイナリストとは信じ難い散々な成績に終わった。特にイタリア戦では、本来は左サイドバックであるエリック・アビダルを突然センターバックに起用。不慣れなアビダルは、前半半ばであっさり退場処分にあってしまった。
直前のシーズンで絶好調であった本職CBのメクセスを招集しなかったこと、怪我で出場が疑問視されていたパトリック・ヴィエラをメンバー入りさせ、結局一度も出場できずに登録枠を無駄にしたこと、他に呼んでいた本職CBを使わずアビダルを急にコンバートしたことなど、DFの選手選考は特に槍玉に挙げられた。攻撃陣も代表経験の殆ど無かったバフェタンビ・ゴミを招集し、好調だったトレゼゲを外したり、リベリーが抜けたら策が何もないことを大いに露呈し、その攻撃のオプションの少なさなどに激怒したヴィエラがスタッフに悪態をつき、パトリス・エブラと取っ組み合いの大喧嘩が勃発してしまう。
また、イタリア戦後のインタビューで、辞任の意思を問う意味の「今後の予定は？」という質問に対し、「エステル・ドニ（フランスのアナウンサー）と結婚する。今日がプロポーズの日だ」 と回答。ドメネクとエステルは事実婚の関係にあり、既に子供も儲けるなど公に交際は知られていたものの、「敗退決定直後のインタビューで恋人にプロポーズする」という前代未聞の行為に、フランスでは大バッシングが起きた。またエステルは、過去に代表の取材を利用してピレスやジュリといった主力選手たちとも関係を持った疑惑が報じられており、ドメネクが彼らを代表から放逐する原因になったとされる。

### 2008年 - 2010年（南アフリカワールドカップ）
EUROの惨敗により辞任、もしくは解任が確実視されていたが、フランスサッカー協会は契約通りに2010年まで監督を任せることを決定。この決定直後、トレゼゲがドメネクとの確執を理由に代表引退を正式表明し、程なくセバスティアン・フレイも代表引退を表明した。ドメネクが解任された場合は代表復帰するという声明も発表している。また、ジュリやメクセスも正式な引退こそ表明しなかったものの、「ドメネクがいる限り代表に呼ばれることはないだろう」という旨の発言を行った（メクセスは後に一時期代表へ再招集）。
大方の支持を失って臨んだ南アフリカW杯予選では、初戦で格下のオーストリアに1-3の惨敗（フランスがオーストリアに敗れたのは38年ぶり）を喫し、その後勝ち点を伸ばしながらもセルビアの後塵を拝してグループ2位となり、アイルランドとのプレーオフに回った。プレーオフでは延長戦の末に勝利を収め本大会出場を決めたが、その決勝点がティエリ・アンリのハンドによるものだったことから、出場の是非を巡る物議を醸した。（詳細は2010 FIFAワールドカップ・ヨーロッパ予選#フランス対アイルランドを参照）。
本大会直前の代表合宿では、選手の親睦を深めるために自転車タイムトライアル、バギーレースといったユニークな練習を取り入れたが、そのバギーレースでウィリアム・ギャラスがクラッシュを起こし横転。幸い軽傷で済んだが、あわや大事故という事態を起こした。また、加熱するマスコミの代表批判を遠ざけるため、選手たちが新聞やテレビなどのメディアを見ることを禁止。違反した選手には50ユーロの罰金を科した。
大会終了後のローラン・ブラン新監督就任内定が発表され、フランス代表監督として最後の舞台になることが確定して迎えた本大会では、初戦でウルグアイと低調な内容でスコアレスドローに終わると、第2戦ではメキシコ相手に何も出来ず0-2で完敗を喫する。この試合のハーフタイムに、ドメネクの不可解な戦術指示にとうとう堪忍袋の緒が切れたニコラ・アネルカがドメネクに対して暴言を発し、前半のみで交代した。フランスサッカー連盟はこの事態を重く見てアネルカを代表から追放したが、この決定に選手は猛反発して練習をボイコットするという前代未聞の事態に発展してしまいチームディレクターは責任を取る形で辞任。ニコラ・サルコジ大統領が事態の収拾を命じるほどの混乱の中、ドメネクはチームをまとめるための手段を何一つ打てず、フランス代表は完全な崩壊状態に陥った。
大量点で勝たなければ敗退が決まる第3戦の南アフリカ戦では練習をボイコットするチームがうまくいくわけがなく、格下の開催国を相手にボールを完全に支配され、退場者も出して1-2で完敗。1分2敗、わずか1得点のグループリーグ最下位に終わった。この試合後、南アフリカ代表のカルロス・アルベルト・パレイラ監督との握手を拒否。かつてのフランス代表監督エメ・ジャケから批判を受け、パレイラからも「哀れな奴」と批判された。

### 2010年 -
2010年9月に重大な過失があったとしてフランス代表監督を解任され、9月下旬にはパリの職業安定所を訪れた姿が目撃されている。11月にフランスサッカー連盟を相手取り退職金290万ユーロの支払いを求める訴訟を労働裁判所に起こした。2011年8月になって97万5000ユーロ支払いと引換に訴訟を取り下げることで合意している。
2016年、ブルターニュ代表監督に就任した。
2020年12月23日、FCナントの監督に就任した。だが就任してからの8試合で1勝もできず、2021年2月10日に解任された。

## 代表歴

### 試合数
- 国際Aマッチ 8試合 0得点（1973年-1979年）[11]

| フランス代表 | 国際Aマッチ | 国際Aマッチ |
| 年           | 出場        | 得点        |
| ------------ | ----------- | ----------- |
| 1973         | 1           | 0           |
| 1974         | 0           | 0           |
| 1975         | 2           | 0           |
| 1976         | 3           | 0           |
| 1977         | 0           | 0           |
| 1978         | 0           | 0           |
| 1979         | 2           | 0           |
| 通算         | 8           | 0           |

## 監督成績
2021年2月10日現在
| クラブ            | 就任           | 退任          | 記録 | 記録 | 記録 | 記録 | 記録   |
| クラブ            | 就任           | 退任          | 試   | 勝   | 分   | 敗   | 勝率   |
| ----------------- | -------------- | ------------- | ---- | ---- | ---- | ---- | ------ |
| ミュルーズ        | 1984年7月1日   | 1988年6月30日 | 169  | 93   | 40   | 36   | 055.03 |
| リヨン            | 1988年7月1日   | 1993年6月30日 | 202  | 73   | 62   | 67   | 036.14 |
| フランス代表 U-21 | 1993年7月1日   | 2004年7月11日 | 124  | 76   | 30   | 18   | 061.29 |
| フランス代表      | 2004年7月12日  | 2010年6月30日 | 79   | 41   | 24   | 14   | 051.90 |
| ナント            | 2020年12月26日 | 2021年2月10日 | 8    | 0    | 4    | 4    | 000.00 |
| 合計              | 合計           | 合計          | 582  | 283  | 160  | 139  | 048.63 |